# Los Arcos, Morelos
Los Arcos är en ort i Mexiko.   Den ligger i kommunen Yautepec och delstaten Morelos, i den sydöstra delen av landet, 60 km söder om huvudstaden Mexico City. Los Arcos ligger 1 256 meter över havet och antalet invånare är 5 446.
Terrängen runt Los Arcos är kuperad åt nordväst, men åt sydost är den platt. Runt Los Arcos är det mycket tätbefolkat, med 1 056 invånare per kvadratkilometer. Närmaste större samhälle är Jiutepec, 16,1 km väster om Los Arcos. Omgivningarna runt Los Arcos är en mosaik av jordbruksmark och naturlig växtlighet.